# تبغ غروي
تبغ غروي (الاسم العلمي: Nicotiana glutinosa)، هو نوع من نبات التبغ له أهمية اقتصادية في هجن التبغ. موطنه الأصلي في أمريكا الجنوبيةالغربية، بما في ذلك بوليفيا والإكوادور والبيرو. وهو كائن نموذجي لدراسة مقاومة فيروس تبرقش التبغ في التبغ.